# Скаджит (окръг)
Вижте пояснителната страница за други значения на Скаджит.
Окръг Скаджит (на английски: Skagit County) е окръг в щата Вашингтон, Съединени американски щати. Площта му е 4973 km², а населението – 125 619 души (2017). Административен център е град Маунт Върнън.

## Градове
- Ла Конър